# Lazarus Wihl
Lazarus Wihl (* um 1824 in Wevelinghoven, Kreis Grevenbroich; † nach 1868) war ein deutscher Porträt- und Historienmaler der Düsseldorfer Schule.

## Leben

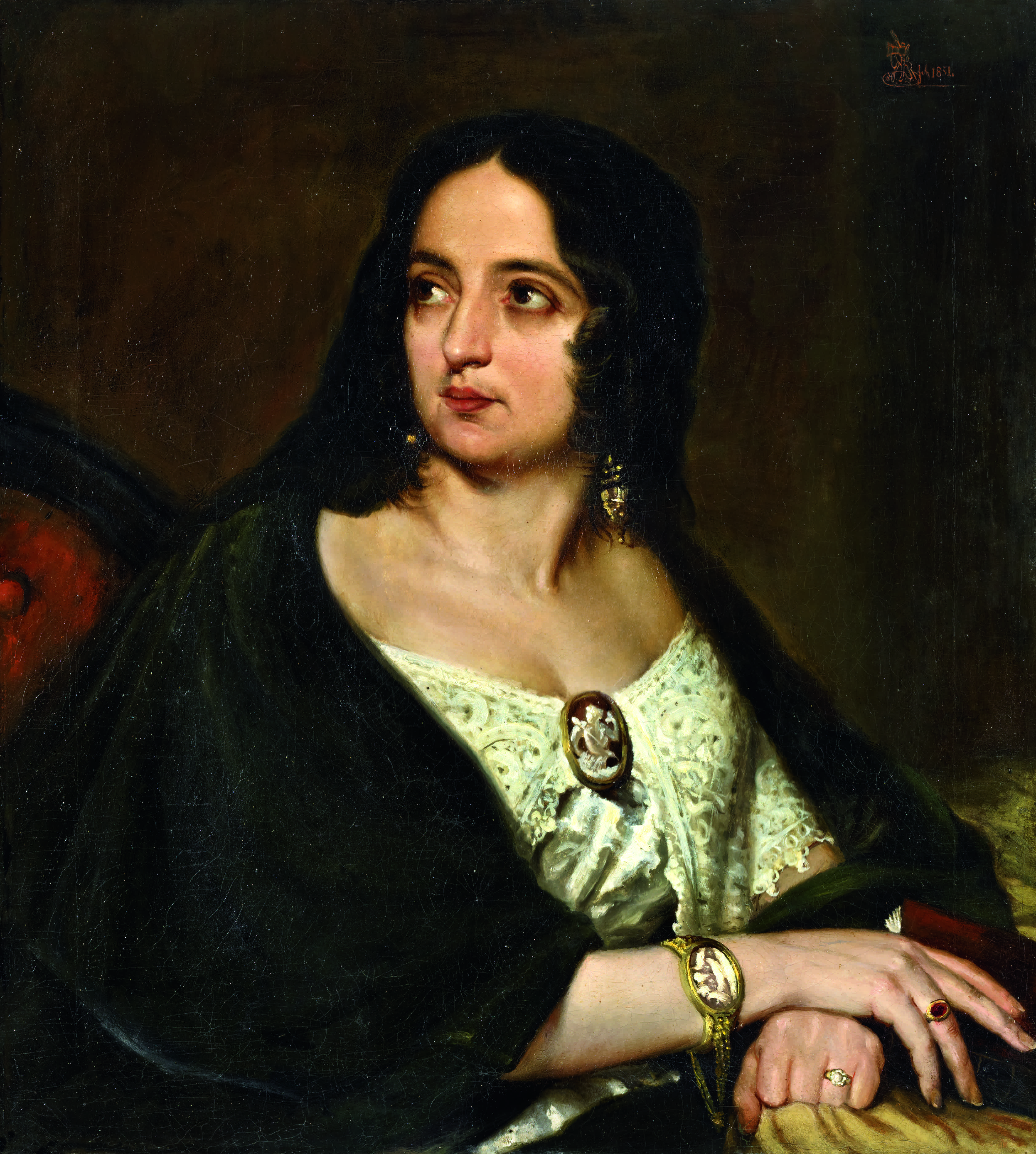
Porträt der Schriftstellerin Fanny Lewald, 1851

Lazarus Wihl war eines vieler Kinder des Wevelinghovener Metzgers, „Ellenwarenhändlers“ und jüdischen Religionslehrers Moshe ben Israel (ab 1808 Moses Wihl, 1772–1842) und dessen Ehefrau Tiltz Salomon (Walburga Levenstein). Einer seiner älteren Brüder war der Altphilologe, Dichter und Publizist Ludwig Wihl, in dessen Jahrbuch für Kunst und Poesie 1843 auch Gedichte von Lazarus Wihl und seinem Bruder David veröffentlicht wurden. Als 20-Jähriger nahm er im gleichen Jahr an der Kunstakademie Düsseldorf ein Studium der Malerei auf. Dort waren bis 1848 Rudolf Wiegmann und Karl Ferdinand Sohn seine Lehrer. Während der Düsseldorfer Studienzeit gehörte Wihl zu einem politisch aktiven Freundeskreis um Moritz Geisenheimer.
Spätestens 1849 lebte er in Berlin, wo ihn Theodor Fontane in einem Briefwechsel mit Wilhelm Wolfsohn der Haarpracht wegen „Perücken-Wihl“ nannte. Er fertigte Kopien alter Meister, zur Sicherung seines Unterhalts gab er außerdem Malunterricht. Mit dem Bildhauer Hermann Heidel teilte er sich ein Atelier. 1851 malte er dort ein Porträt der Schriftstellerin Fanny Lewald. Spätestens am 10. Oktober 1857 lebte er in Paris, als er sich in der Geschäftsstelle des Département de la Seine Kinderspielzeug patentieren ließ. 1861 präsentierte er in dem Salon de Paris die Studie Tête de nègre (Negerkopf). 1863 stellte er bei einer Ausstellung jüdischer Künstler in Paris ein Bild mit der Darstellung eines trommelnden Zwerges aus. 1865 und 1866 war er im Salon jeweils mit zwei Porträts vertreten, auch in den Salons der Jahre 1867 und 1868 stellte er Bildnisse aus.
Wihl war Lehrer der Malerin Anaïs Beauvais, später Ehefrau des Malers Charles Landelle. Aus den 1860er Jahren stammt ein von Étienne Carjat aufgenommenes Porträtfoto Wihls, das sich heute in den Beständen des Metropolitan Museum of Art befindet.